# Jim Acosta
Abilio James Acosta (Washington, D.C., 17 de abril de 1971) é um jornalista estadunidense e o principal correspondente da CNN na Casa Branca. Anteriormente, ele atuou como correspondente político nacional da CNN. Em 28 de janeiro de 2025, ele anunciou sua demissão da CNN no ar.

## Vida pessoal
Acosta e sua esposa, Sharon Mobley Stow, uma enfermeira, se separaram em 2017 após 24 anos de casamento. Eles têm duas filhas e um filho.